# Platystele repens
Platystele repens är en enhjärtbladig växtart som först beskrevs av Ames, och fick sitt nu gällande namn av Leslie Andrew Garay. Platystele repens ingår i släktet Platystele och familjen orkidéer. Inga underarter finns listade i Catalogue of Life.